# N-02B
docomo PRIME series N-02B（ドコモ プライム シリーズ エヌ ゼロ に ビー）は、日本電気（NEC、現：NECカシオ モバイルコミュニケーションズ）によって開発された、NTTドコモの第三世代携帯電話（FOMA）端末である。docomo PRIME seriesの端末。

## 概要
- 前機種であるN-01A、N-06AのT-STYLEからN905i、N906iで採用されていた、折りたたみ・回転二軸式に戻った。
- 通信機能は、HSUPA（最大5.7Mbps）に初対応。NTTドコモのフェムトセルサービスである「マイエリア」にも対応。またアイホン社製インターホン「ケータイdeドアホン」と連携し、来客者を確認し、通話したり、家の解錠を行うことも出来るようになった。従来機種に搭載されたのWi-Fi対応も継続搭載された。
- UIの操作は、NECの特徴であるニューロポインターとタッチパネルを使っての操作となる。
- オペレータパック搭載により、ソフトキーの配置をドコモ共通の物に変更した。
- カメラ
  - キャッチコピーは「瞬撮」ケータイ。カメラの起動から保存までの一連の動作を高速化し、起動は最短約0.8秒、最高画素設定時においても撮影間隔約1.5秒の「クイックショット」機能を搭載した。
  - 9種類のオート撮影モードに対応している。人物、風景、夜景、夕景、料理といったさまざまな撮影シーンを自動で判別し、PictMagic IVで最適な画質に調整され る。
  - カメラは広角28mmレンズ、1220万画素、ISO感度を最大3200相当の高感度撮影モードを搭載、とカメラ自体の高機能化もはかっている。
  - ついてくフォーカスモード搭載で、撮影画面内の撮りたいものを指でタッチするだけで被写体を自動認識し、ピントと露出を合わせることができる。
- Wi-Fi
  - Wi-Fi機能では、ホームUやPASSAGE DUPLEといったIPセントレックスに対応している。
  - また、N-06Aと同様に「アクセスポイントモード」（いわゆるテザリング）を搭載しており、無線LANを搭載したパソコンやPDA、ニンテンドーDSなどの携帯ゲーム機をインターネットに接続することが可能。複数台のWi-Fi対応機器を同時に接続してWANへルーティングするような使用はできないため、厳密にはルーターと定義することは難しいが、後継機種におけるモバイルWi-Fiルーター機能を先取りして搭載した。

| 主な対応サービス                   | 主な対応サービス                                                    | 主な対応サービス                       | 主な対応サービス                                 |
| ---------------------------------- | ------------------------------------------------------------------- | -------------------------------------- | ------------------------------------------------ |
| タッチパネル                       | FOMAハイスピード7.2Mbps（受信）／5.7Mbps（送信）                    | Bluetooth                              | DCMX／おサイフケータイ                           |
| iアプリオンライン／地図アプリ      | 直感ゲーム／メガiアプリ                                             | iウィジェット                          | マチキャラ／iコンシェル(※)                       |
| ホームU／ポケットU                 | GPS／ケータイお探し                                                 | デコメール／デコメ絵文字／デコメアニメ | iチャネル                                        |
| 着もじ                             | テレビ電話／キャラ電                                                | ケータイデータお預かりサービス         | フルブラウザ                                     |
| おまかせロック／バイオ認証         | 外部メモリーへiモードコンテンツ移行／ユーザーデータ一括バックアップ | トルカ                                 | iC通信／iCお引越しサービス                       |
| きせかえツール／ダイレクトメニュー | バーコードリーダ／名刺リーダ                                        | 2in1                                   | エリアメール／ソフトウェアーアップデート自動更新 |
| GSM／3Gローミング（WORLD WING）    | 着うたフル／うた・ホーダイ                                          | Music&Videoチャネル／ビデオクリップ    | デジタルオーディオプレーヤー(WMA)(AAC)(SD-Audio) |

※オートGPS対応

## 搭載アプリ
以下のiアプリが購入時に端末にプリインストールされている。
| アプリ名                                                 | 概要 |
| -------------------------------------------------------- | --- |
| 桃太郎電鉄WORLD遠距離対戦版2年決戦（体験版）             | ボードゲーム「桃太郎電鉄 WORLD」を移植したもの。                                                                 |
| ドラゴンクエストIII そして伝説へ…（体験版）              | RPG「ドラゴンクエストIII」を移植したもの。                                                                       |
| ドラゴンクエストもっと不思議のダンジョンMOBILE（体験版） | ドラゴンクエストの人気キャラクターが登場する「不思議のダンジョン」の携帯移植版。                                 |
| 対戦パズルボブル -Light Edition-（体験版）               | パズルゲーム。                                                                                                   |
| リッジレーサーズVS trial version（体験版）               | レースゲーム。新たにiアプリタッチのBluetooth対戦ができるモードを追加。                                           |
| タッチDE対戦ボウリング（体験版）                         | iアプリタッチのBluetooth機能を使用した対戦型ボウリングゲーム。                                                   |
| ルミネス                                                 | アクションパズルゲーム。                                                                                         |
| 駅探乗り換え案内                                         | 乗り換え案内のiウィジェット。                                                                                    |
| フォト文字 Touch                                         | カメラで撮影した画像やデータBOXの画像に、メッセージやスタンプ画像を貼り付けたり、画像の加工がタッチでできる。    |
| お天気予報ウィジェット for N                             | 天気予報を表示するiウィジェット。                                                                                |
| 日英版しゃべって翻訳 for N                               | 音声入力により、主に旅行で使われる言葉を日本語から英語、英語から日本語に翻訳するアプリ。                         |
| いっしょにデコ                                           | iアプリタッチ対応のデコレーションアプリ。                                                                        |
| iアバターメーカー                                        | iアバターを作成するアプリ。                                                                                      |
| モバイルGoogleマップ                                     | Googleマップを表示して地域情報やストリートビューなどを表示できるアプリ。                                         |
| Gガイド番組表リモコン                                    | テレビ番組表の表示やAVリモコンの機能を持ったアプリ。                                                             |
| iD設定アプリ                                             | おサイフケータイを使った、クレジット決済サービスiDの設定アプリ。                                                 |
| DCMXクレジットアプリ                                     | NTTドコモが提供するクレジットサービス、DCMXの設定アプリ。                                                        |
| モバイルSuica登録用iアプリ                               | モバイルSuica契約用のiアプリ。                                                                                   |
| コナミスポーツクラブ                                     | コナミスポーツ&ライフのiウィジェット。同端末のアプリケーション「Enjoy Exercise」の歩数データをアップロード可能。 |
| ROID ウィジェット                                        | モバイルサイト「ROID」の更新情報などを通知してくれるiウィジェット。                                              |
| Start! iウィジェット                                     | iウィジェットの使い方をムービーで見ることができるiアプリ。                                                       |
| iWウォッチ                                               | iウィジェット画面でグラフィカルに時計や電池残量を確認することができるアプリ。                                    |
| 地図アプリ                                               | GPSを利用して、目的地の検索や交通手段を使ったルートを表示するアプリ。                                            |
| 楽オクアプリ                                             | 楽天オークション用のアプリ。                                                                                     |
| iアプリバンキング                                        | モバイルバンキングを簡単に利用するためのアプリ。                                                                 |
| マクドナルド トクするアプリ                              | 日本マクドナルドのかざすクーポンなどを利用するためのアプリ。                                                     |
| 株価アプリ                                               | 指定銘柄の株価情報を表示するアプリ。                                                                             |
| Google モバイル                                          | Google検索機能が利用できるアプリ。                                                                               |
| FOMA通信環境確認アプリ                                   | FOMAハイスピードエリアやマイエリアを利用できるかを確認することができるiアプリ。                                  |
| ドコモ料金案内                                           | 通話料やパケット通信料の履歴を確認できるアプリ。                                                                 |
| ビックポイント機能付きケータイ                           | おサイフケータイを利用して、ビックカメラの「ビックポイントカード」として利用できるアプリ。                       |
| ヨドバシゴールドポイントカード                           | ヨドバシカメラの「ヨドバシゴールドポイントカード」として利用できるアプリ。                                       |
| モバイルAMCアプリ                                        | おサイフケータイを利用して、ANAの各種サービスが利用できるアプリ。                                                |

## 歴史
- 2009年9月24日 - 電気通信端末機器審査協会 (JATE) 通過。
- 2009年11月10日 - F-01B  -F-02B - F-03B - F-04B - L-01B - L-02B - L-03B - N-01B - N-02B - N-03B - P-01B - P-02B - P-03B - SH-01B - SH-02B - SH-03B - SH-04B - SH-05B - SC-01Bの開発を発表。
- 2009年12月11日 - 発売。

## 不具合
- 2010年1月19日 - 以下の不具合改修をソフトウェア更新で実施。
  - メール受信中に、リセットやフリーズしてしまう場合がある。
  - 動画や音楽の再生中に電源が落ちることがある。
  - 操作中、画面が真っ暗になることがある。
- 2010年3月2日 - 以下の不具合改修をソフトウェア更新で実施。
  - メール本文作成中に端末が再起動する場合がある。
  - メッセージR/Fの未読メールのアイコンが消えない場合がある。
- 2010年11月29日 - 以下の不具合改修をソフトウェア更新で実施。
  - メール作成で画像が添付できない場合がある。
- （参照）N-02Bのソフトウェアアップデート情報